# Metrisches Einheitensystem

Metrische Einheitensysteme

Länder nach aktuellem Status der Einführung des metrischen Systems:
Abgeschlossen
Fast abgeschlossen
Teilweise abgeschlossen
Eingeführt, aber nicht verbindlich

Ein metrisches Einheitensystem, kurz metrisches System, ist ein Einheitensystem mit dem Meter als Basiseinheit für die Länge einer Strecke. Anders als bei vielen anderen Einheitensystemen werden im metrischen Einheitensystem alle Werte strikt als dezimale Vielfache oder dezimale Bruchteile angegeben. Dazu dient ein System von Vorsätzen für Maßeinheiten.
Wichtige Beispiele für metrische Einheitensysteme sind das Internationale Einheitensystem (SI), das CGS- und das MKS-System. Das erste metrische Einheitensystem wurde 1793 in Frankreich im Zuge der französischen Revolution eingeführt. Das Internationale Einheitensystem, eine Erweiterung des MKS-Systems, ist heute weltweit gültig. In einigen Ländern, insbesondere in den USA, steht es teilweise noch in Konkurrenz zu älteren Maßsystemen.

## Notwendigkeit
Die internationale Vereinheitlichung des Einheitensystems verhindert Missverständnisse im Umgang mit Größen und Einheiten und macht Größenwerte unmittelbar exakt vergleichbar. Bedeutend ist dies sowohl für Wissenschaft und Technik als auch für Industrie und Handel.
Sowohl für den internationalen als auch den heimischen wissenschaftlichen und wirtschaftlichen Austausch ist ein einheitliches und in sich geschlossenes, also konsistentes Einheitensystem von großem Nutzen, zum Beispiel, um fehlerträchtige Umrechnungen und Missverständnisse durch mehrdeutige Angaben zu vermeiden. So existierten auf dem Gebiet des späteren Deutschen Reiches bis 1870 noch etwa 300 unterschiedliche Flächenmaße. Auch Einheiten gleichen Namens waren bzw. sind unterschiedlich. Beispielsweise ist die deutsche Pferdestärke (PS) nicht gleich der britischen horsepower (HP), und für eine Meile existierten über Jahrhunderte hinweg unterschiedliche Definitionen in den verschiedenen Anwendungsbereichen und Regionen. Für die Temperaturmessung wurden verschiedene Skalen genutzt.
Auf die Vorteile eines einheitlichen Maßsystems wies die Salzburger Zeitung bereits im Jahr 1871 in Bezug auf damalige Gesetzesänderungen hin. Dem Artikel zufolge sei das metrische Maß- und Gewichtssystem „ein in sich abgeschlossenes, natürlich gegliedertes Ganzes. Der Meter ist der Stamm, aus dem sich in schöner Symmetrie gleich Ästen und Zweigen alle Längen-, Flächen-, Körper-, Hohl- und Gewichtsmaße entwickeln, und er selbst wurzelt wieder in den Maßverhältnissen der Erde.“

## Geschichte

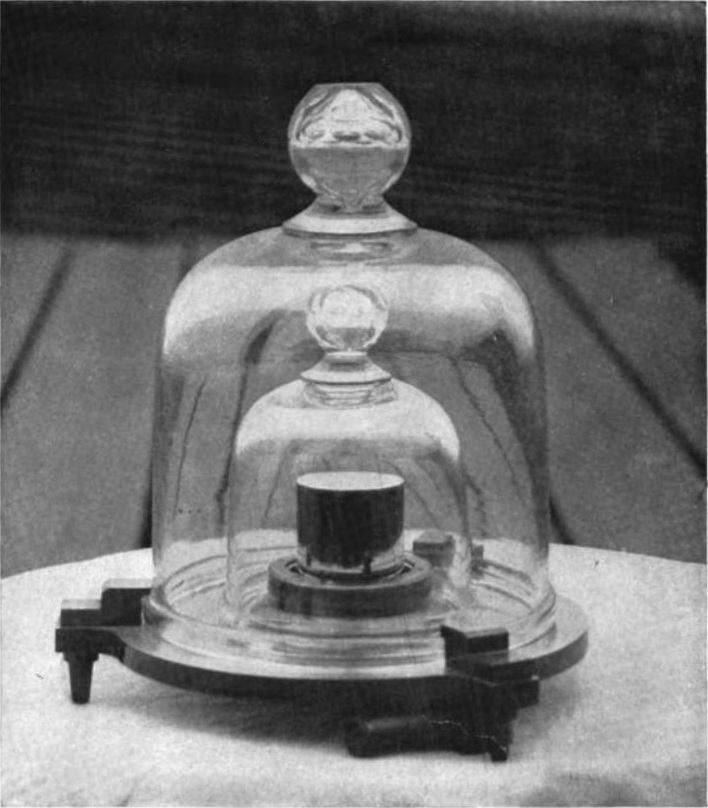
Bild des zweiten „Standard-Kilogramms“, das seit 1884 am National Institute of Standards and Technology in den USA vorgehalten wird

In China und Teilen Indiens gab es Dezimalmaßsysteme schon im Altertum. Vorschläge, ein rein dezimales Maßsystem zu schaffen, gab es im Europa der Neuzeit schon seit etwa Ende des 16. Jahrhunderts. Doch bevorzugte man bis Ende des 18. Jahrhunderts die auf hochzusammengesetzte Zahlen hin orientierten alten Maßsysteme. Diese waren aber weder international noch Stellenwertsysteme. Die moderne Ökonomie und Verwaltung ließ beides jedoch zur Effizienzsteigerung als wünschenswert erscheinen. Deshalb führte man im revolutionären Frankreich unter der Terrorherrschaft das dezimalmetrische System am 1. August 1793 im Nationalkonvent auch ein.
Im 19. Jahrhundert wurden z. B. im Rheinbund nur Vorbereitungen zur Einführung des französischen Dezimalsystems unternommen, etwa durch Dezimalisierung des jeweiligen lokalen bzw. Einführung eines runden, z. B. 30-cm-Fußmaßes.
Im Königreich Sachsen wurde das metrische System auf Veranlassung des Oberberghauptmannes August von Herder bereits 1831 eingeführt.
Erst gegen Ende des 19. Jahrhunderts setzte sich das dezimalmetrische System allmählich auch international durch. So wurde am 20. Mai 1875 in Paris die Meterkonvention unterzeichnet, ein diplomatischer Vertrag unter den 17 führenden Industrienationen, die sich darin auf einheitliche Normale für die wichtigsten Größen einigten. Ohne diese Maßnahme wäre die weitere Entwicklung der industrialisierten Welt vielleicht unmöglich gewesen, weil national unterschiedliche Einheiten den internationalen Handel sowie wissenschaftlichen und technischen Austausch enorm erschwert hätten. Die Meterkonvention ist weiterhin gültig und ist Grundlage des Internationalen Einheitensystems (SI). Mit der Pflege des in der Meterkonvention festgelegten Standards wurde die internationale Organisation „Bureau International des Poids et Mesures“ (BIPM) beauftragt.
In den 1860er und 1870er Jahren wurden basierend auf Zentimeter, Gramm und Sekunde (cgs) Maßeinheiten für Elektrizität und Magnetismus definiert (→ siehe Elektromagnetische Maßeinheiten, Abschnitt: Historische Entwicklung).
Auf der ersten „Conférence Générale des Poids et Mesures“ (CGPM) 1889 wurden neue Prototypen für den Meter und das Kilogramm genehmigt und an die Mitgliedstaaten verteilt. Dabei ersetzte der sogenannte Internationale Meterprototyp den Urmeter von 1799 und behielt seine Gültigkeit bis zum 19. Mai 2019. Beide werden in einem Tresor des BIPM in Sèvres bei Paris aufbewahrt.
Der Meter wurde seit 1960 über eine Lichtwellenlänge definiert und die Sekunde seit 1967 über die Frequenz eines Atomübergangs. In den 1980er Jahren konnte die Lichtgeschwindigkeit präziser gemessen werden als der Meter nach damaliger Definition. Daher wurde 1983 die Lichtgeschwindigkeit auf einen festen Wert festgelegt und der Meter über die Lichtgeschwindigkeit und die Sekunde neu definiert.
Zur Ausdehnung des metrischen Systems auf elektrische und magnetische Größen sowie zur Erweiterung des MKS-Systems um weitere Basiseinheiten → siehe Internationales Einheitensystem, Abschnitt: Geschichte

## Verbreitung des metrischen Systems

Einführung des metrischen Systems bis zum Jahr 2000

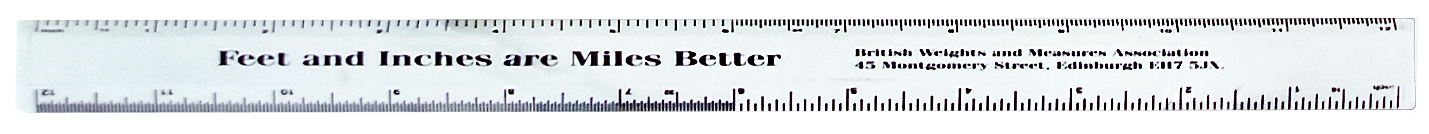
Lineal mit Zoll-Einteilung aus Großbritannien mit dem Slogan Feet and Inches are Miles better (etwa: „Fuß und Zoll sind meilenweit besser“) von der British Weights and Measures Association, die sich für die generelle Gleichstellung der traditionellen britischen Maßeinheiten (imperial units of measurement) mit dem metrischen System einsetzt

Die Einführung des metrischen Systems und damit das Ende der vormetrischen Längenmaße in den meisten Ländern begann in Frankreich. 1799 wurde der Meter in Paris gesetzlich eingeführt. Die Einführung wurde zeitweise auch wieder rückgängig gemacht. Die radikale Umstellung der Uhrzeiten und des Kalenders auf ein Dezimalsystem setzte sich jedoch nicht durch (u. a. sollte eine Woche aus zehn Tagen bestehen).
Im 19. Jahrhundert wurde das metrische System in den meisten europäischen Staaten eingeführt: in Teilen Deutschlands während der französischen Besatzung vor 1815 (beispielsweise der Pfalz, dort blieb es auch nach der Niederlage Napoleons bestehen), in den Niederlanden, Belgien und Luxemburg 1820, in Spanien in den 1850ern, in Italien 1861, in Deutschland 1872 (Gesetz vom 17. August 1868 für den Norddeutschen Bund, 29. April 1869 für die süddeutschen Länder), in Österreich 1876 (verbindlich, Gesetzesveröffentlichung 1871), in der Schweiz 1877 (legalisiert 1868, durch Bundesgesetz von 1875 verbindlich erklärt; kantonal allerdings zum Teil schon in napoleonischer Zeit eingeführt), in Schweden-Norwegen 1889, in Dänemark 1907 und schließlich 1925 in der Sowjetunion. Als letztes europäisches Land befindet sich das Vereinigte Königreich in der Umstellung, in Irland wurde sie am 20. Januar 2005 mit der Umstellung der Verkehrsschilder (km statt Meilen) abgeschlossen. Im englischsprachigen Raum wird die Einführung als „Metrication“ oder „Metrification“ bezeichnet.
Heute wird das metrische System weltweit verwendet. Ein Sonderfall sind die USA, wo das metrische System seit dem Metric Act vom 28. Juli 1866 zugelassen ist: Zwar ist es seit dem Metric Conversion Act von 1975 das preferred measurement system for U.S. trade and commerce, aber es ist nicht verpflichtend. Für den Handel mit Endverbrauchern schreibt der Fair Packaging and Labeling Act seit 1994 die Kennzeichnung sowohl in metrischen Einheiten als auch in customary units (Angloamerikanisches Maßsystem) vor, aber im Alltag ist das angloamerikanische System vorherrschend. Im wissenschaftlichen Umfeld hat sich dagegen das metrische System auch in den Vereinigten Staaten durchgesetzt. Auch die NASA verwendet seit 2007 ausschließlich metrische Einheiten und verlangt dies ebenso von allen Firmen, die mit ihr zusammenarbeiten.
Widerstand gegen die Einführung, meist aus traditionellen oder ästhetischen Gründen, gab oder gibt es besonders in den USA, dem Vereinigten Königreich, Kanada (außer Québec) und Japan. Relikte alter Systeme finden sich in vielen Ländern, z. T. in Form umdefinierter („metrifizierter“) Einheiten (z. B. Pfund zu 500 g) und teilweise durch den Einfluss der US-Wirtschaft (Zoll, z. B. bei Bildschirmgrößenangaben).